# Elena Belci-Dal Farra
Elena Belci-Dal Farra (Turijn (Italië), 31 mei 1964) is een voormalig langebaanschaatsster uit Italië.

## Biografie
Elena Belci schaatste reeds in 1983 op 18-jarige internationale seniorenkampioenschappen. Pas bij de introductie van de WK Afstanden in 1996 veroverde zij haar enige medaille. In het Vikingskipet in Hamar reed Belci naar het brons op de 5000 meter achter de Duitse Claudia Pechstein (goud) en de Nederlandse Carla Zijlstra (zilver).
Elena Belci was de tweede Italiaanse die aan een WK Allroundtoernooi deelnam. Op het WK van 1983 nam ze de tweede startplaats voor Italië in, die Marzia Peretti een jaar eerder als eerste Italiaanse deelneemster had bewerkstelligd. Elena Belci bewerkstelligde op haar beurt extra startplaatsen voor de WK's van '89, '91, '92 (ingenomen door Elke Felicetti), '93 (ingenomen door Elisabetta Pizio) en in '96 (ingenomen door Chiara Simionato). Ze nam twaalf keer deel aan het WK Allround. Het WK van 1990 was haar succesvolste, ze werd zevende in het klassement en veroverde een zilveren medaille op de 5000 meter. Drie jaar later eindigde ze op het EK in Thialf net naast het podium.

## Resultaten
| Jaar | EK Allround | Olympische Spelen             | Wereld Beker                         | WK Afstanden                 | WK Allround | WK Junioren |
| ---- | ----------- | ----------------------------- | ------------------------------------ | ---------------------------- | ----------- | ----------- |
| 1980 |             |                               |                                      |                              |             | NC27        |
| 1981 |             |                               |                                      |                              |             |             |
| 1982 |             |                               |                                      |                              |             | NC26        |
| 1983 | NC21        |                               |                                      |                              | NC30        |             |
| 1984 |             |                               |                                      |                              |             |             |
| 1985 |             |                               |                                      |                              |             |             |
| 1986 |             |                               |                                      |                              |             |             |
| 1987 | 13e         |                               | 11e 1500m 5e 3k/5k                   |                              | NC22        |             |
| 1988 | NC20        | 13e 3000m 12e 5000m           | 16e 1000m 8e 1500m                   |                              | 13e         |             |
| 1989 | 12e         |                               |                                      |                              | 13e         |             |
| 1990 | 9e          |                               | 38e 500m 37e 1000m 8e 1500m 5e 3k/5k |                              | 7e          |             |
| 1991 | 9e          |                               | 7e 1500m 7e 3k/5k                    |                              | 13e         |             |
| 1992 | 11e         | 19e 1500m 14e 3000m 10e 5000m | 17e 1500m 10e 3k/5k                  |                              | 15e         |             |
| 1993 | 4e          |                               | 30e 1000m 18e 1500m 6e 3k/5k         |                              | 8e          |             |
| 1994 |             | 12e 1500m DQ 3000m 4e 5000m   | 23e 1500m 5e 3k/5k                   |                              |             |             |
| 1995 | 9e          |                               | 15e 1500m · 3k/5k                    |                              | NC18        |             |
| 1996 | 8e          |                               | 21e 1500m 4e 3k/5k                   | 17e 1500m · 8e 3000m · 5000m | NC18        |             |
| 1997 | NC13        |                               | 40e 1500m 12e 3k/5k                  |                              | NC23        |             |
| 1998 | 9e          | 11e 3000m 9e 5000m            | 44e 1000m 37e 1500m 5e 3k/5k         | 14e 3000m 6e 5000m           | NC22        |             |

### Medaillespiegel
| kampioenschap | goud | zilver | brons |
| ------------- | ---- | ------ | ----- |
| Wereldbeker   | 0    | 0      | 1     |
| WK Afstanden  | 0    | 0      | 1     |